# Brouwerij Sterkens

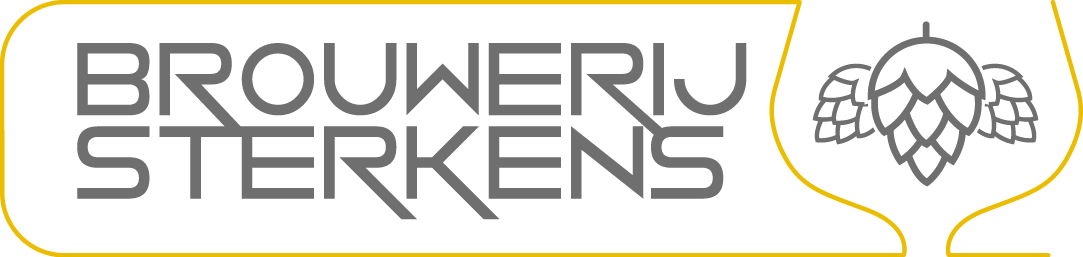
Officieel logo

Brouwerij Sterkens is een Belgische bierfirma (voorheen brouwerij) in Meer in de Kempen. De brouwerij is een familiebedrijf, opgericht in 1651 door Gerardus Sterkens en al 14 generaties in handen van dezelfde familie. Tot 1990 werd het bier voornamelijk gedistribueerd naar restaurants en cafés in België. Daarna legde men de focus meer op export. Ongeveer 95% van de totale productie wordt in het buitenland verkocht.
Een kenmerk van de brouwerij zijn de keramische en decoratieve kruiken waarin sommige bieren worden gebotteld.
Constant Sterkens richtte de dochteronderneming Saint-Sebastian Belgian Brewery op, die overal ter wereld huisbrouwerijen (onder andere huisbrouwerij 't Pakhuis) en microbrouwerijen opricht.

## Beer Awards
In 2010 won de brouwerij twee prijzen op de "Hong Kong International Beer Awards 2010" voor twee van haar bieren, namelijk de St. Paul Speciale voor het beste Belgian-Style-bier met een alcoholpercentage minder dan 6% en St. Paul Triple voor het beste Belgian-Style-bier met een alcoholpercentage hoger dan 6%.

## Bieren
- St. Sebastiaan Dark: donkere abdij-ale met een bitterzoete smaak en een geur die doet denken aan gekaramelliseerde mout. 6,9% alcoholpercentage
- St. Sebastiaan Grand Cru: zwaar bier van hoge gisting met een zachte moutsmaak. 7,6% alcoholpercentage
- St. Paul Blond: ongefilterd bier van hoge gisting. 5,3% alcoholpercentage
- St. Paul Speciale: amberkleurig abdij bier van hoge gisting. 5,5% alcoholpercentage
- St. Paul Double: rijk en vol moutig aroma, en een smaakcombinatie van zoet en bitter. 6,9% alcoholpercentage
- St. Paul Triple: zwaar bier van hoge gisting met een lichte moutsmaak. 7,6% alcoholpercentage
- Hoogstraten Poorter: sterk bier met een zoet aroma, een bitterzoete volle smaak en een fluweelachtige nasmaak. 6.5% alcoholpercentage
- Bokrijks Kruikenbier: zwaar bier met een uitgesproken fruitig en moutig aroma.